# واقعية ساذجة

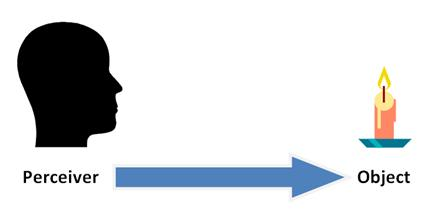

الواقعية الساذجة (بالإنجليزية: Naïve Realism) هي مدرسة فلسفية في فلسفة العقل تنص بالاعتقاد بأن ما تظنّه واقعاً وحقيقة هو ما عليه الواقع بالفعل. وأنك تنظر إلى الواقع بموضوعية ودون تحيّز، وأن الأمور واضحة وضوح الشمس في صفحة السماء، وكلّ شخص عاقلٍ لا بدّ يرى ما ترى. أما من ينظر للواقع نظرة مغايرة فهم بنظرك إما جاهلون أو متقاعسون أو غير عقلانيين أو منحازون إلى غير ذلك من المسميّات، بتعريفٍ آخر هذه الحقيقة يتم تمثيلها بأن البشر غالبا ما يميلون إلى إدراك وقائع وأحداث بعينها من أجل البرهنة على صحة قناعات أو منظومات معرفية بعينها، في مقابل إسقاط الوقائع الأخرى التي تتصادم مع هذه المنظومة على الرغم من أنها يمكن أن تكون أكثر وفرة. سُميّت بالساذجة لفرط الثقة بالحس.
ما نفعله كبشر حين نظن أن ما نراه وندركه هو الحقيقة بعينها وليس نسختنا من إدراك ما يحيط بنا، ووصفنا لمن يختلفون عنا في إدراكهم للأمور بالكسل الفكري، أو بالجهل أو بعدم التفكير، وظننا بأن جميع البشر العقلانيين المنطقيين سيتفقون معنا، هو ما وصفه باحثوا علم النفس بالواقعية الساذجة.